# 388
388（三百八十八、さんびゃくはちじゅうはち）は自然数、また整数において、387の次で389の前の数である。

## 性質
- 388は合成数であり、約数は 1, 2, 4, 97, 194, 388 である。
  - 約数の和は686。
    - 約数の和が回文数になる31番目の数である。1つ前は365、次は422。(オンライン整数列大辞典の数列 A028980)
- 各位の和が19になる5番目の数である。1つ前は379、次は397。
- 各位の平方和が137になる最小の数である。次は838。(オンライン整数列大辞典の数列 A003132)
  - 各位の平方和が n になる最小の数である。1つ前の136は668、次の138は578。(オンライン整数列大辞典の数列 A055016)
- 388 = 82 + 182
  - 異なる2つの平方数の和で表せる116番目の数である。1つ前は386、次は389。(オンライン整数列大辞典の数列 A004431)
- 388 = 102 + 122 + 122
  - 3つの平方数の和1通りで表せる94番目の数である。1つ前は384、次は397。(オンライン整数列大辞典の数列 A025321)
- 388 = 42 × 97
  - 2つの異なる素因数の積で p2 × q の形で表せる48番目の数である。1つ前は387、次は404。(オンライン整数列大辞典の数列 A054753)

## その他 388 に関連すること
- 西暦388年